# Bistum Oldenburg
Das Bistum Oldenburg (Holstein) war ein römisch-katholisches Bistum im heutigen Schleswig-Holstein und Mecklenburg, das etwa von 970 bis 1160 bestand.

## Geschichte
Der Name Aldinburg, später Oldenburg, entstand als Übersetzung der slawischen Ortsbezeichnung Starigrad „Alte Burg“. Starigrad war der Hauptort der elbslawischen Wagrier und Sitz ihres Fürsten. In der Nähe befand sich ein Heiligtum des wagrischen Gottes Prove. Damit war die Oldenburg ein günstiger Ausgangspunkt für die Missionierung der Slawen.

### Gründung
Das Bistum Oldenburg in Holstein wurde vom Hamburger Erzbischof Adaldag im Auftrag von Kaiser Otto I. wahrscheinlich im Jahre 972 zum Zwecke der Christianisierung der abodritischen Siedlungsgebiete im heutigen Ostholstein und in Mecklenburg gegründet. Es gibt auch Ansichten, die eine Gründung bereits 968 oder schon vor 950 vertreten.
Bereits für die Zeit um 950 sind durch Ausgrabungen mehrere christliche Körpergräber und ein hölzernes Kirchengebäude auf der Oldenburg nachgewiesen. Es handelt sich nach den Grabbeigaben um die Gräber von Eliten, sehr wahrscheinlich Angehörige der Fürstenfamilie.
Zum ersten Bischof von Oldenburg wurde von Adaldag ein Geistlicher namens Egward bestimmt. Die Nachrichten über einen angeblich ersten Bischof namens Marco oder Merka, der als Bischof von Schleswig belegt ist, sind sehr unsicher. Stattdessen wird vermutet, dass Erzbischof Adaldag dem Schleswiger Bischof eigenmächtig einen Missionsauftrag für das Gebiet des Abodritenreiches erteilt hatte. Das Gebiet des Bistums reichte von der dänischen Grenze an der Kieler Bucht bis an die Grenze des Bistums Havelberg im Süden, wurde aber im nächsten Jahrhundert auf das eigentliche Wagrien (Ostholstein) beschränkt. Oldenburg war als Suffraganbistum dem damaligen Erzbistum Bremen unterstellt.

### Slawenaufstände
Adam von Bremen berichtet in seiner Hamburger Kirchengeschichte, alle Slawen des Bistums hätten sich siebzig und mehr Jahre lang zum Christenthum bekannt, nämlich „während der ganzen Zeit der Ottonen“. Dann aber sei es zu einem Aufstand gekommen, der die kirchliche Ordnung in Wagrien beseitigt hätte. Die Datierung dieser Passagen ist in der Literatur umstritten und reicht von 983, dem Jahr des Slawenaufstandes der Liutizen, bis zum Jahr 1018, dem Jahr der Vertreibung des christlichen Samtherrschers Mstislaw von der Mecklenburg. Am wahrscheinlichsten ist es nach Ansicht der Forschung, dass die Anhänger des alten Glaubens den Bischofssitz und die Johanneskirche auf der Oldenburg erst im Jahre 990 zerstörten. In diesem Jahr wurde Bischof Folkward aus seinem Bistum vertrieben. Sein Nachfolger Reinbert, als neuer Bischof Oldenburgs ordiniert, hat es nie betreten und residierte wie sein Nachfolger auf der Mecklenburg. Danach scheint der Bischofssitz vakant geblieben zu sein.
Einen Neuanfang unternahm der Bremer Erzbischof im Jahr 1043, als der christliche Slawenfürst Gottschalk Samtherrscher des abodritischen Stammesverbandes wurde und versuchte, sein Volk zum Christentum zu bekehren. 1062 wurden aus dem Bistum Oldenburg die neuen Bistümer Mecklenburg unter Bischof Johannes I. Scotus und Ratzeburg unter Bischof Aristo ausgegliedert. Diese friedliche Zwischenphase endete im Jahre 1066 durch einen erneuten Slawenaufstand unter der Führung von Gottschalks Schwager Blusso, der alles Christliche im Lande hinwegfegte. Bischof Ezzo entkam zwar dem Gemetzel, das Bistum Oldenburg verschwand aber über 80 Jahre aus der Geschichte.

### Neubeginn der Slawenmission
Im 12. Jahrhundert trieb Heinrich der Löwe die Kolonisation in den slawischen Siedlungsgebieten des östlichen Nordelbingens und in Mecklenburg in einem zweiten großen Anlauf erneut voran. Die Slawenmission wurde 1126 von Bremen und Hamburg aus erneut aufgenommen. 1134 überreichte dazu Kaiser Lothar auf Anregung des Bischofs dem Hochstift Burg und Stift Segeberg.

### Bischof Vizelin
Im Zuge dieser zweiten Kolonisation wurde das alte wendische Missionsbistum Oldenburg formal wiederhergestellt. 1149 wurde Vizelin als neuer Oldenburger Bischof eingesetzt, nachdem der Bischofssitz über 80 Jahre verwaist war. Weil das Gebiet um Oldenburg selbst immer noch wendisches Rückzugsgebiet und die Wiederherstellung des alten Bischofssitzes aus Sicherheitsgründen dort noch nicht möglich war, siedelte Bischof Vicelin nach Bosau über, ließ dort die Petrikirche erbauen (die erste sog. Vicelin-Kirche) und übte seine Amtsgeschäfte von Bosau aus. Wenige Tage nach der Kirchweihe in Bosau (1152) erlitt Vicelin einen Schlaganfall, der seine rechte Seite lähmte und seine Sprechfähigkeit stark beeinträchtigte. Zwei Jahre später starb er am 12. Dezember 1154 in Neumünster.

### Bischof Gerold
Unter seinem Nachfolger Bischof Gerold wurde 1156 der Bischofshof Eutin gegründet und der Oldenburger Bischofssitz 1160 (nach neueren Forschungen vielleicht erst 1163) auf Veranlassung Heinrichs des Löwen nach Lübeck verlegt. Bischof Gerold verstarb 1163 bei seinem Freund Helmold in Bosau. Mit ihm endet das Bistum Oldenburg.

## Liste der Bischöfe des Bistums Oldenburg
| Bischöfe             | von        | bis         | Bemerkungen                                 |
| -------------------- | ---------- | ----------- | ------------------------------------------- |
| Egward               | um 968/972 | um 973      | 1. Bischof von Oldenburg                    |
| Wago                 | um 973     | um 983      |                                             |
| Egizo (Ekizo, Eziko) | um 983     | um 988      | danach wahrscheinlich Bischof von Schleswig |
| Volkward (Folkward)  | 989        | 990         |                                             |
| Reinbert             | 992        | 1013        | residierte zuletzt auf der Mecklenburg      |
| Bernhard             | 1013       | 1023        |                                             |
| Reinhold             | 1023       | 1030        |                                             |
| Meinher              | 1030       | 1038        |                                             |
| Abelin               | 1038       | 1048        |                                             |
| Ehrenfried (Ezzo)    | 1051       | 1066        |                                             |
| Vizelin              | 1149       | 1154        | Bischofssitz Bosau                          |
| Gerold               | 1154       | 1160 (1163) | Bischofssitz Eutin                          |

## Weblink
- Geschichte des Erzbistums Hamburg. Archiviert vom Original am 8. Oktober 2007; abgerufen am 5. Dezember 2017.